# 타인호아성
타인호아성(베트남어: Tỉnh Thanh Hóa / 淸化省)은 베트남 북중부 지방에 있는 성이다. 서쪽은 라오스, 동쪽은 통킹만(북부 만)에 접하고 있다. 성도는 타인호아이다.
인류 문명은 고대 베트남의 초기 목적지 중 하나로 약 6,000년 전부터 타인호아에 존재해 왔다. 고고학적으로 발굴된 결과, 최초로 제시된 문화는 다이강과 마강을 따라 위치한 문화인 다붓 문화(Đa Bút Culture)인 것으로 밝혀졌다.
타인호아는 지질학, 기후, 행정분할, 지역문화 등 여러 측면에서 전환기로서 북베트남과 북중앙 해안의 중앙에 위치한다. 따라서 이러한 요소들은 쑤타인이 많은 특정한 지역적 습관과 문화를 가진 지방이라는 것을 보여준다.
타인호아는 2개의 시, 1개의 시사, 24개의 현이 있으며, 11133.4km2의 면적과 약 360만 명의 인구를 가지고 있다. 섬선시는 타인호아시 중심에서 16km 떨어진 유명한 해변 휴양지다. 한편, 빔선 시사는 커다란 산업 중심지인데, 특히 시멘트가 그렇다. 응이선은 유망한 경제 지역으로, 대형 정유 공장, 심해 항구 및 많은 프로젝트가 진행 중인 타인호아 공업의 중심지가 될 것으로 예상된다. 이 지방은 또한 많은 민족이 거주하고 있는데, 가장 많은 7개 민족은 낀족, 므엉족, 타이족, 몽족, 자오족, 토족, 크무족이다.

## 개요
타인호아라는 말은 한월어 청화(베트남어: Thanh Hóa / 淸化)에서 유래하였다.
대월 후려조의 황제 려 태조의 출생지이다. 섬선 해변이 유명하고, 여름에는 베트남 관광객이 방문하는 인기 관광지로 유명하다. 고엽제 피해자가 7,000명, 신체장애자는 15,800명 있고, 10,200명 이상이 나라의 제도의 적용을 받고 있다.
선라성, 호아빈성, 닌빈성, 응에안성과 경계를 접하고 있으며, 라오스의 후아판주와도 192km에 걸쳐 국경선을 이루고 있다.
가장 큰 도시는 타인호아시로 인구 176,000명이며, 가장 큰 중심가는 빔선 시사(53,000명), 섬선시(52,000명) 등이다.

## 행정구역

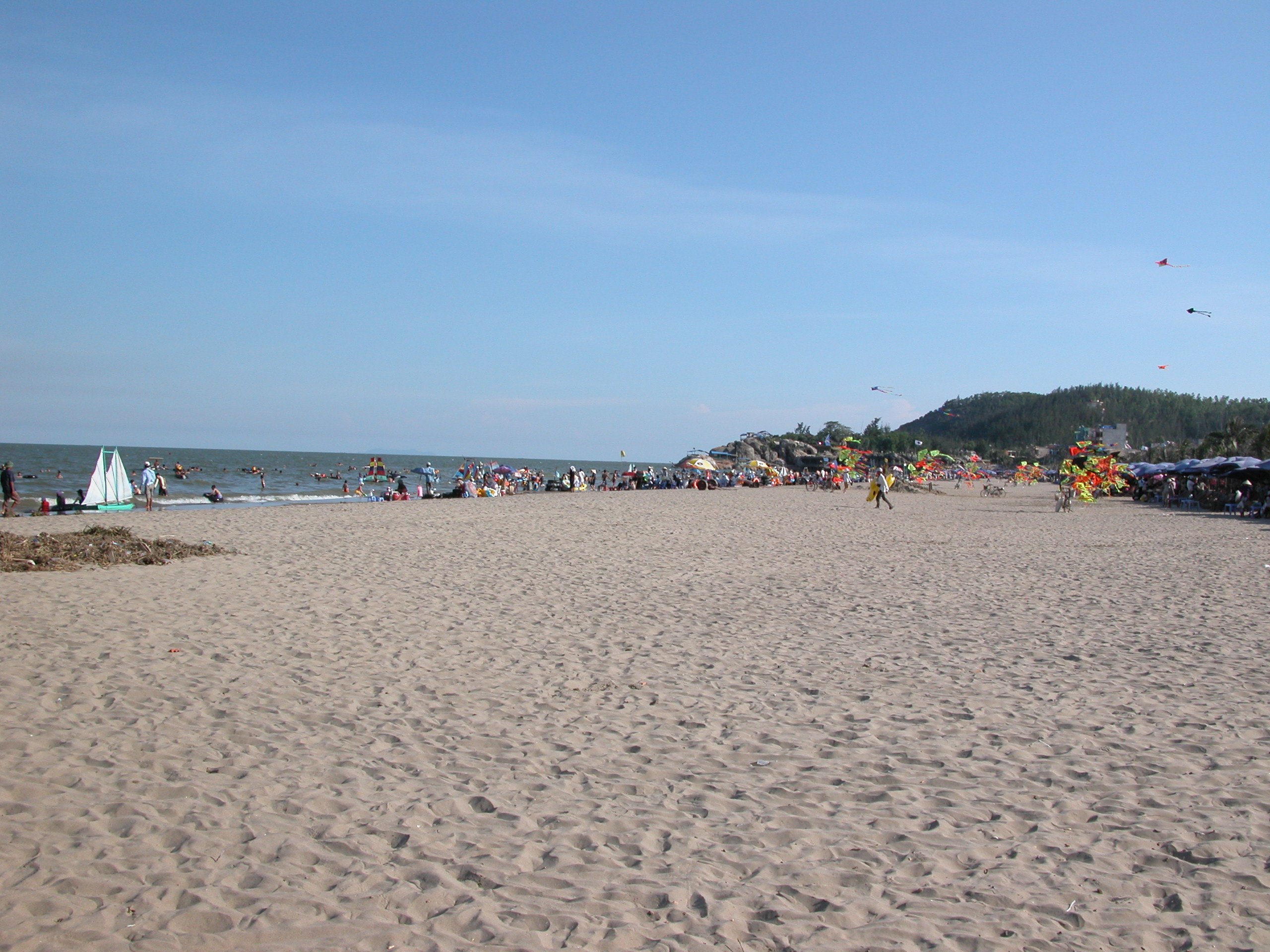
섬선 해변

타인호아성은 27개의 행정 단위로 구성되어 있고, 타인호아 시의 2개의 시와 1개의 시사(읍) 그리고 24개의 현으로 나뉜다.

### 성시
- 타인호아 시 (Thanh Hóa / 淸化 청화)
- 섬선 시(Sầm Sơn / 岑山 잠산)

### 시사
- 빔선 시사 (Bỉm Sơn / 扁山 편산)
- 응이선 시사 (Nghi Sơn / 宜山)

### 현
- 바트억현 (Bá Thước / 伯爍)
- 껌투이현 (Cẩm Thủy / 錦水)
- 동선현 (Đông Sơn / 東山)
- 하쭝현 (Hà Trung / 河中)
- 허울록현 (Hậu Lộc / 厚祿)
- 호앙호아현 (Hoằng Hóa / 弘化)
- 랑짜인현 (Lang Chánh / 良政)
- 므엉랏현 (Mường Lát / 芒勒)
- 응아선현 (Nga Sơn / 峨山)
- 응옥락현 (Ngọc Lặc / 玉勒)
- 뉴타인현 (Như Thanh / 如淸)
- 뉴쑤언현 (Như Xuân / 如春)
- 농꽁현 (Nông Cống / 農貢)
- 꽌호아현 (Quan Hóa / 關化)
- 꽌선현 (Quan Sơn / 關山)
- 꽝쓰엉현 (Quảng Xương / 廣昌)
- 탁타인현 (Thạch Thành / 石城)
- 티에우호아현 (Thiệu Hóa / 紹化)
- 토쑤언현 (Thọ Xuân / 壽春)
- 트엉쑤언현 (Thường Xuân / 常春)
- 찌에우선현 (Triệu Sơn / 肇山)
- 빈록현 (Vĩnh Lộc / 永祿)
- 옌딘현 (Yên Định / 安定)

## 관광

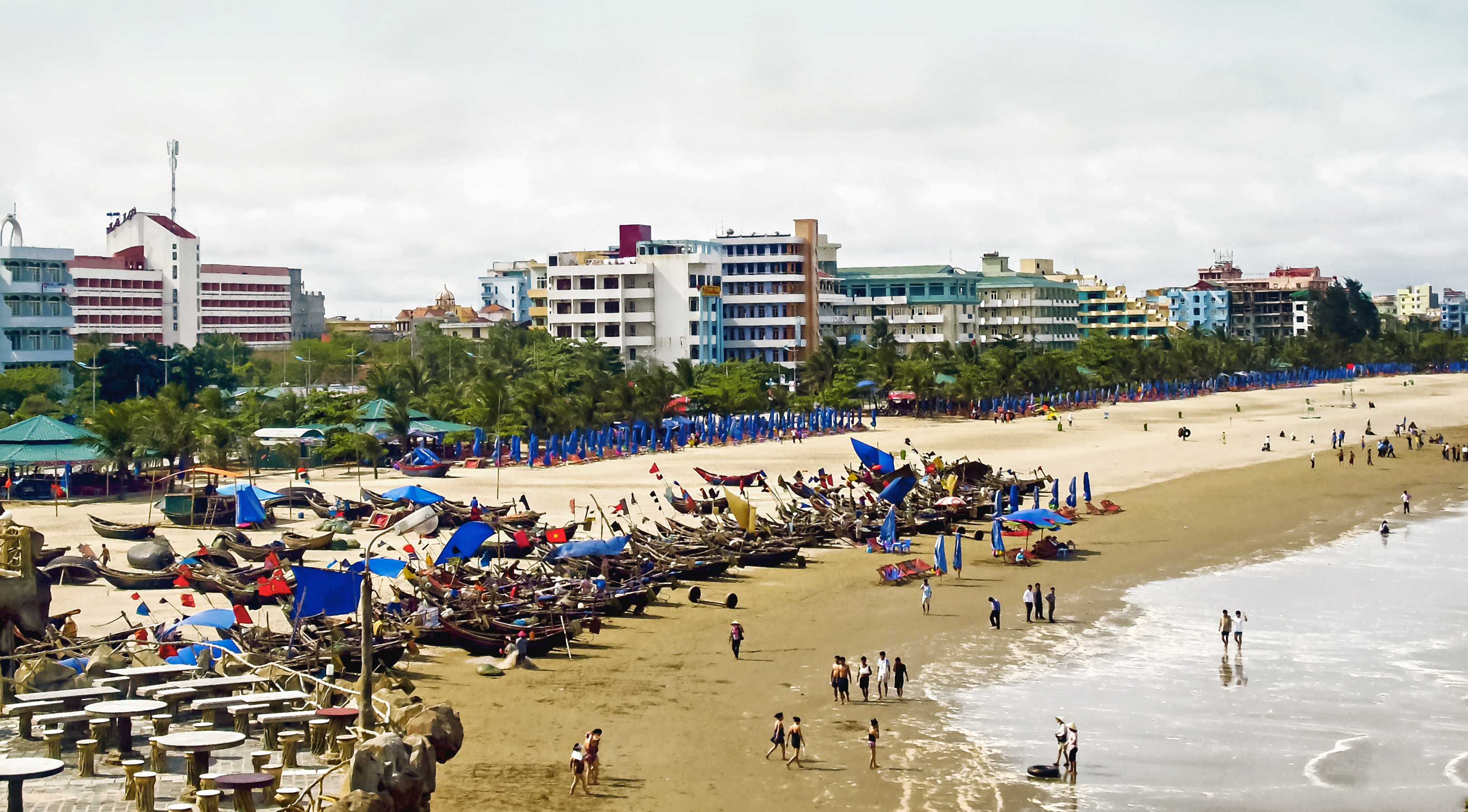
삼선 해변

타인호아는 관광의 잠재력이 있는 지방이다. 2007년에 타인호아 관광은 거의 170만 명의 관광객들이 방문했는데, 대부분이 섬선 해변의 휴양 도시를 방문하는 국내 관광객들이었다.
현재 타인호아는 관광을 중요한 경제 분야로 바꾸기로 결정했다. 그 지방은 인프라 계획을 시행하여 관광 경쟁력을 향상시켰다. 2007년 탄호아는 "베트남 수도의 천년의 여행"이라는 프로그램에서 하노이, 닌빈성, 응에안성, 후에와 협력했다. 응에안성과 닌빈성과 협력하여 북중부 해안의 주요 관광 지역에 대한 계획 방향을 수립하고 있다.
관광지, 유명한 유적지, 타인호아의 명승지:
- 해수욕장: 섬선 해변, 화이화 해변, 하이띠엔 해변
- 벤엔 국립공원 : 타인호아시에서 남서쪽으로 36km 떨어진 늬타인에 위치하고, 폭 166 km2에 수천 년된 수목, 꽃, 고수, 카사바... 그리고 코끼리, 곰, 호랑이, 원숭이 같은 많은 동물들이 있다.
- 꾹프엉 국립공원 : 탁타인현의 일부가  닌빈성과 경계를 이루며, 꾹프엉 국립공원에 속한다.
- 푸후 자연보호구역, 풀르엉 자연보호구역, 쑤언리엔 자연보호구역, 땀꾸이 야생 보호구역이 있다.
- 동선 문화 유적지
- 응아선 유적군 : 뜨득 동굴, 떤푸항, 바딘 전투 지역 등이 있다.